# 许克吕·萨拉吉奥卢
穆罕默德·许克吕·萨拉吉奥卢（土耳其語：Mehmet Şükrü Saracoğlu，土耳其語發音：[ʃyˈcɾy saˈɾadʒoːɫu]；1887年1月1日—1953年12月27日），土耳其政治家，第六任土耳其总理（1942—1946）。

## 生平
萨拉吉奥卢1887年出生在厄代米什，本名穆罕默德·許克呂。父亲萨拉克·乌斯塔（Saraç （Lorimer） Mehmet Tevfik Usta）。在厄代米尔什完成小学和中学教育，高中在著名的伊兹密尔阿塔图尔克高中（İzmir Ataturk Lisesi）就读。1909年毕业于公务员学校（Mekteb-i Mülkiye），曾在伊兹密尔高中（Sultaniye）当数学教师。1915年被送到瑞士日内瓦的政治科学学院学习经济学和政治学。
1918年奥斯曼帝国在第一次世界大战失败后，萨拉吉奥卢归国。曾参加凯末尔抵制协约国占领安纳托利亚的运动。1923年当选为大国民议会议员，在奥克亚尔（Fethi Okyar）内阁担任教育部长。1927-1930年任第三届伊斯梅特·伊纳尼政府的财政部长。1933-1938年任司法部长。1938年任外交部长。后任大国民议会议长。作为外长1939年与英法两国签订同盟条约。在第二次世界大战期间极力保持土耳其的中立地位。1942-1946年任土耳其共和国总理，仍继续中立政策，直至1945年2月第二次世界大战结束前夕向纳粹德国宣战。他的内阁曾推行两项重要的改革法令，即资本征税法和土地改革法。1946年8月因病辞职，1948年当选大国民议会议长，1950年大选中失去议席。
1950年萨拉吉奥卢从政治生活中退出，1953年12月27日去世。
萨拉吉奥卢懂法语和英语，有三个孩子。1934—1950年期间他曾担任费内巴切体育俱乐部主席，费内巴切足球俱乐部的许克吕·萨拉吉奥卢体育场，就是以他的名字命名的。